# Тищенко Юрій Вікторович
Юрій Вікторович Тищенко — український військовий, підполковник 36-ї окремої бригади морської піхоти імені контр-адмірала Михайла Білінського Збройних сил України, відзначився у ході російського вторгнення в Україну.

## Нагороди
- орден Богдана Хмельницького III ступеня (2022) — за особисту мужність і самовіддані дії, виявлені у захисті державного суверенітету та територіальної цілісності України, вірність військовій присязі[1].
- Медаль «За військову службу Україні» (2020) — за особисту мужність, виявлену у захисті державного суверенітету і територіальної цілісності України, зразкове виконання військового обов'язку та з нагоди Дня морської піхоти України[2].

## Родина
Дружина, син та донька.